# فرودگاه کارلووی واری
فرودگاه کارلووی واری (به انگلیسی: Karlovy Vary Airport) (به زبان بومی: Letiště Karlovy Vary) یک فرودگاه همگانی مسافربری با کد یاتا KLV است که یک باند فرود آسفالت بتن دارد و طول باند آن ۲۱۵۰ متر است. این فرودگاه در شهر کارلووی واری کشور جمهوری چک قرار دارد و در ارتفاع ۶۰۶ متری از سطح دریا واقع شده‌است.

## نگارخانه

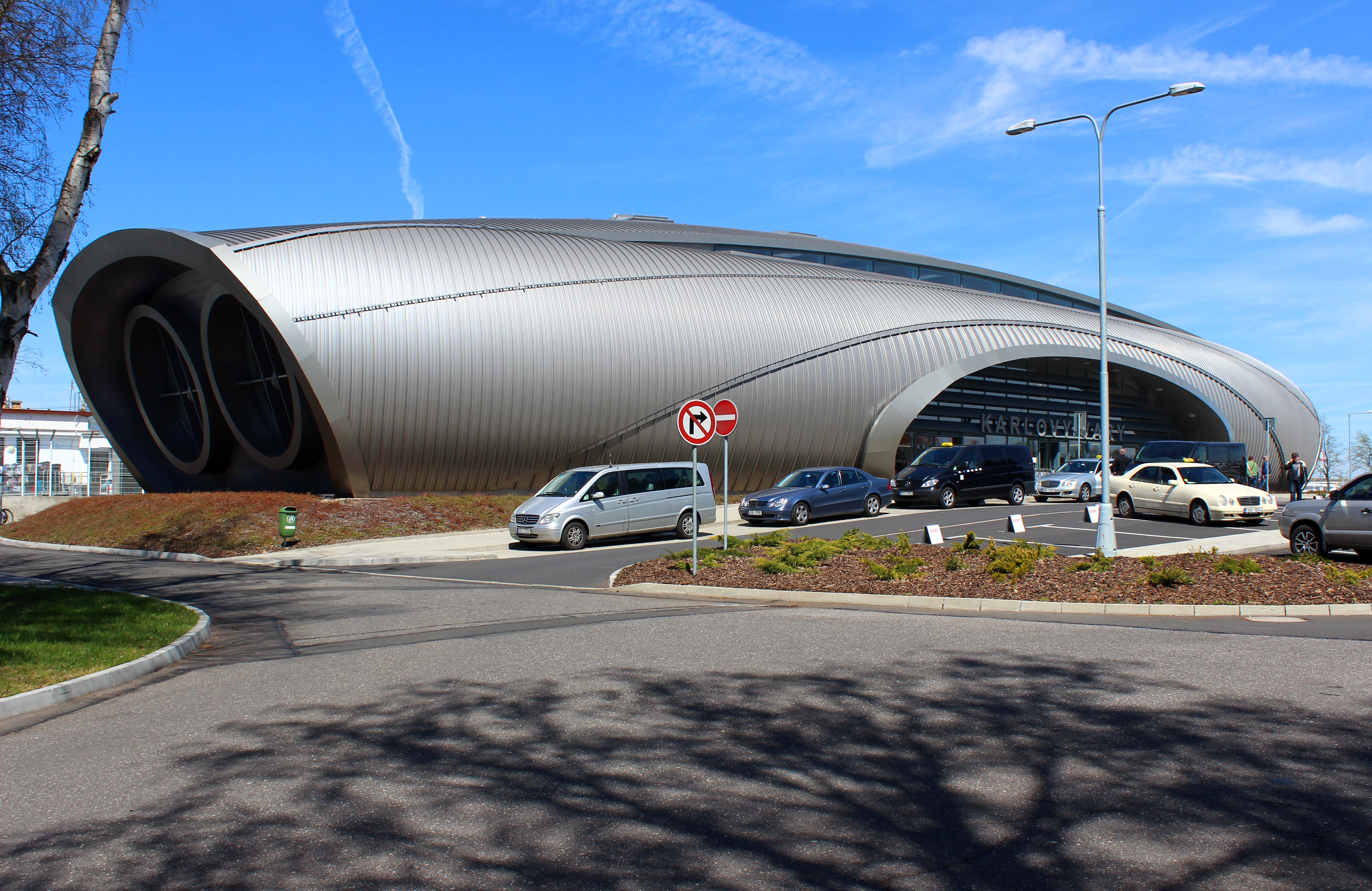
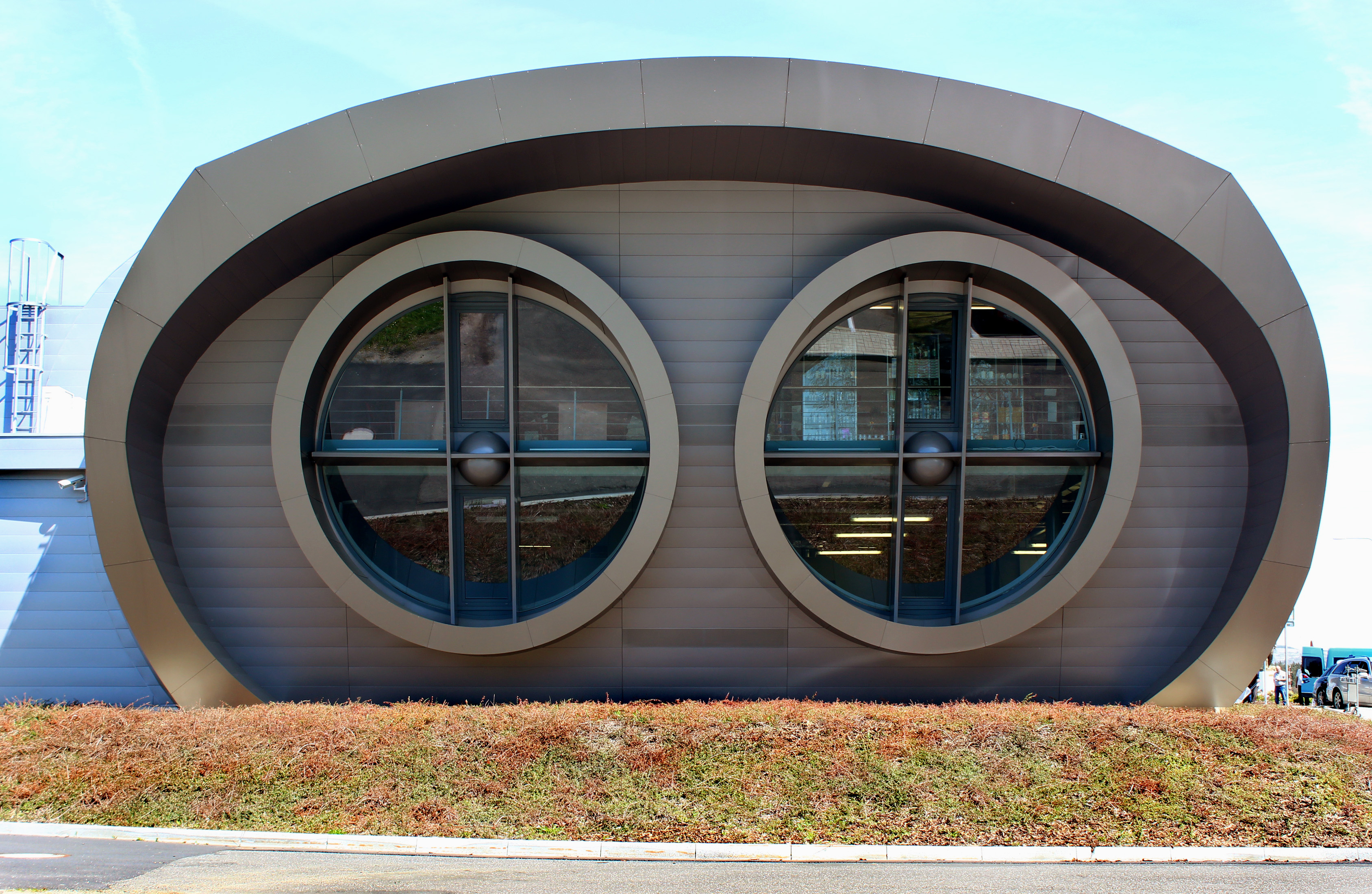
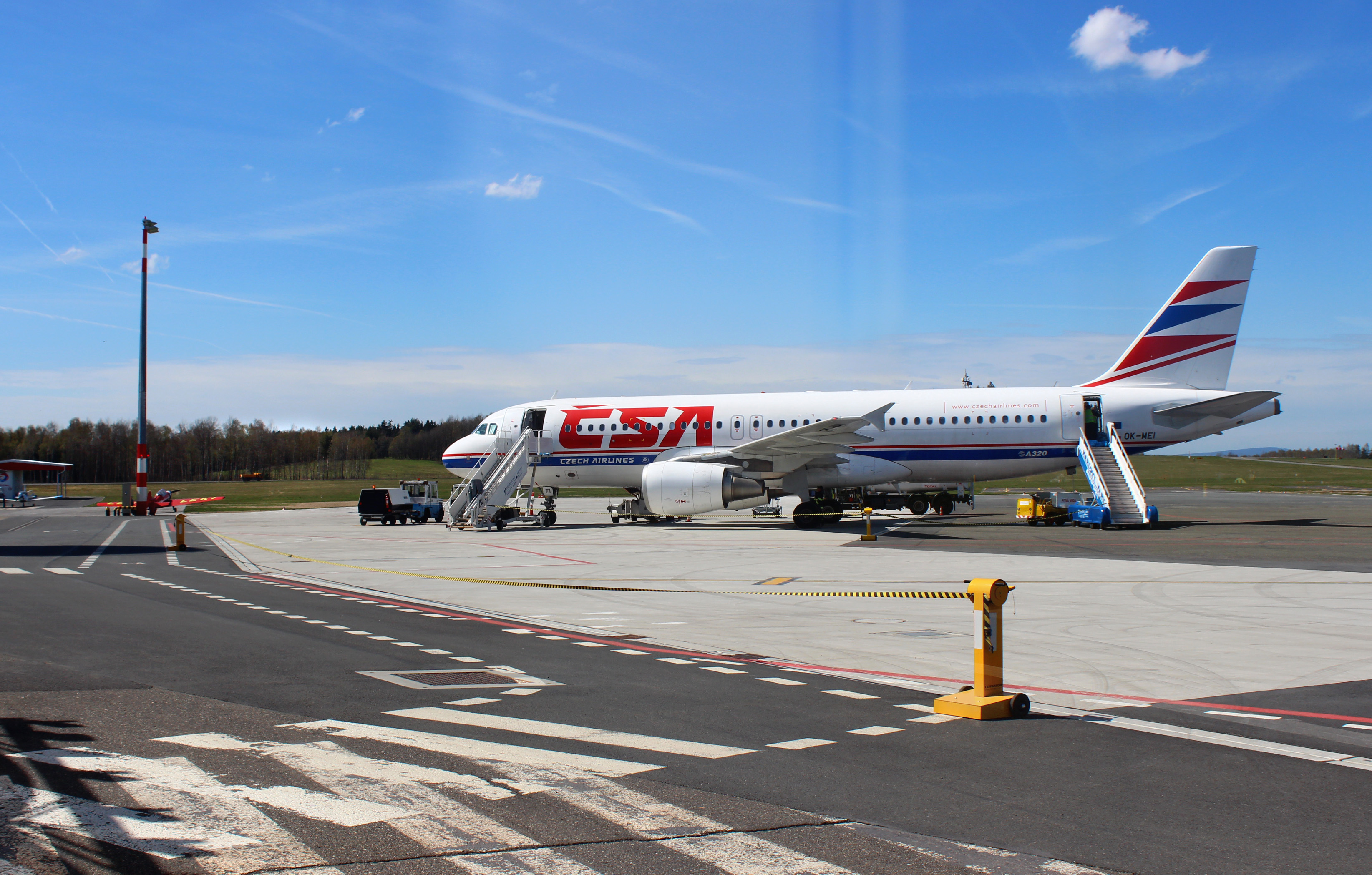
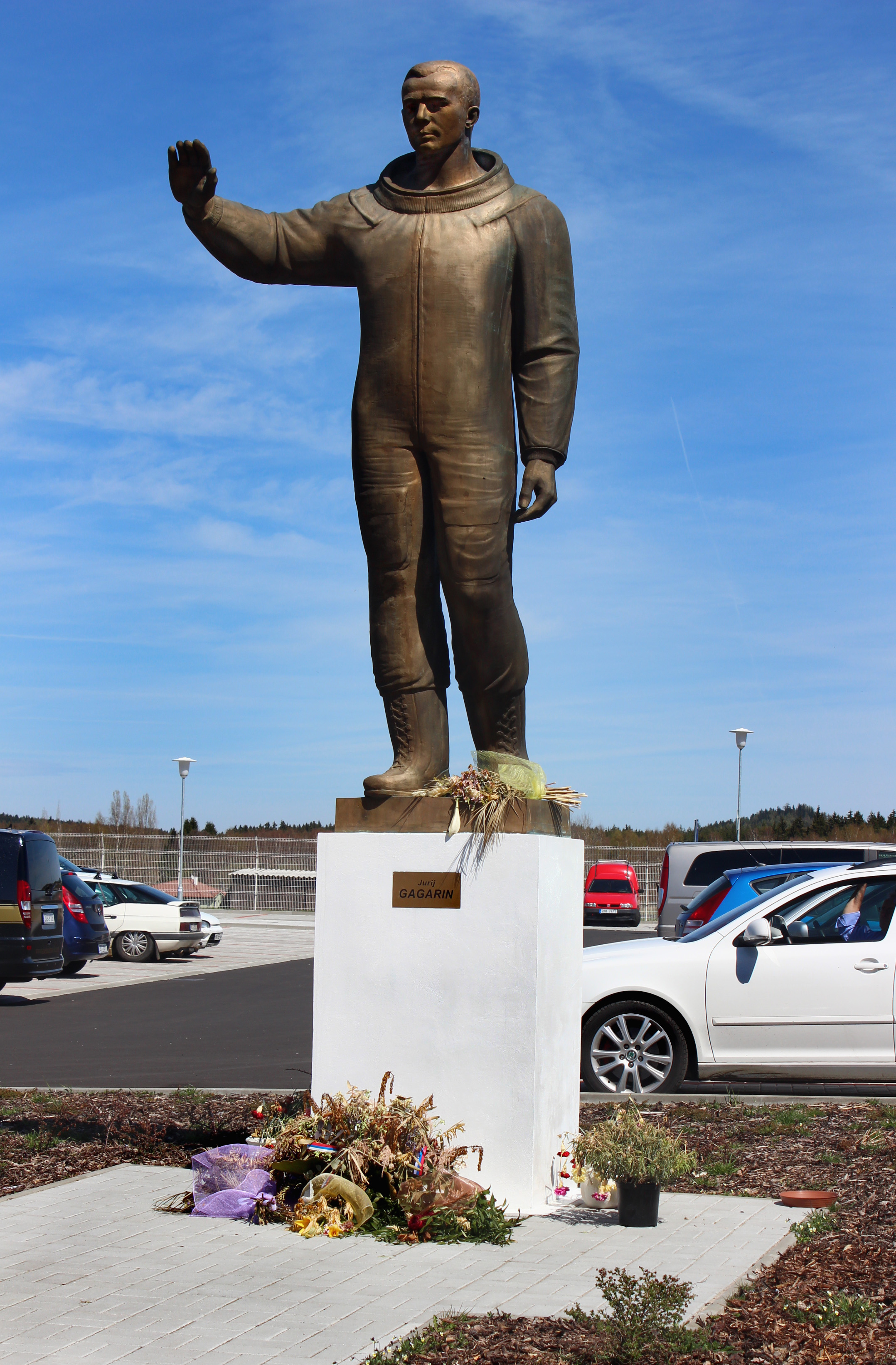

## شرکت‌های هواپیمایی و مقصدهای پروازی
The following airlines operate regular scheduled and charter flights to and from Karlovy Vary:
| شرکت‌های هواپیمایی    | مقصدهای پروازی                 |
| -------------------- | ------------------------------ |
| چک ایرلاینز          | شرمتیوو                        |
| تراول سرویس ایرلاینز | فصلی: بن گوریون                |
| ازبکستان ایرویز      | فصلی: تاشکند (آغاز از 15 June) |

The nearest major international airport is پراگ رازیون approx. 90 km to the east.